# Oraovica (kod Grdelice)
Oraovica je naselje u gradu Leskovcu, Jablanički upravni okrug, Srbija. Prema popisu iz 2022. godine u Oraovici je živjelo 1511 stanovnika.